# 程煌
程煌（1488年—？），字子明，直隸徽州府婺源縣人，民籍，明朝政治人物。

## 生平
正德十一年（1516年）丙子科應天鄉試第八十一名舉人，嘉靖二年（1523年）中式癸未科會試第一百八十一名，二甲第三十九名進士。官至浙江按察司僉事。

## 家族
曾祖程孟通；祖父程士英；父程枋。母汪氏。永感下。弟程燦。